# Пікалов Володимир Карпович
Пікалов Володимир Карпович (рос. Пикалов Владимир Карпович; нар. 15 вересня 1924, Армавір, Південно-Східна область, РРФСР — пом. 29 березня 2003, Москва, Росія) — радянський воєначальник, організатор і керівник хімічних військ, начальник хімічних військ Міністерства оборони СРСР (1969–1989). Учасник німецько-радянської війни та ліквідації наслідків аварії на Чорнобильській АЕС, Герой Радянського Союзу (1986). Генерал-полковник технічних військ.

## Біографія
Народився 15 вересня 1924 року в Армавірі (нині Краснодарський край) в сім'ї службовця. З 1931 року по травень 1941 року навчався в середній школі № 7 Кисловодська. Батько — Пікалов Карп Іванович, помер в 1974 році, похований в Армавірі. Мати — Пікалова Марія Максимівна, померла в 1973 році, похована в Москві.
До війни встиг закінчити 9 класів школи. У Червоній Армії з травня 1941 року. У травні 1941 року вступив в 1-ше Ростовське артилерійське училище, яке закінчив з прискореним курсу в лютому 1942 року. Учасник німецько-радянської війни. Воював у військах Західного, Донського, Сталінградського, Степового і 2-го Білоруського фронтів, брав участь у звільненні міст Курськ, Мінськ, Познань, брав участь у штурмі Берліна. Тричі поранений. Воював в артилерії на посадах командира взводу, командира батареї, помічника начальника штабу артилерійської дивізії з розвідки, ад'ютанта старшого артилерійського дивізіону, офіцера розвідки полку.
У серпні 1945 року вступив до Вищої академії хімічного захисту імені К. Є. Ворошилова, яку закінчив в 1952 році з дипломом військового інженера-хіміка. Служив начальником хімічної служби дивізії, старшим офіцером, заступником і начальником хімічних військ військового округу, заступником начальника військової академії з навчальної та наукової роботи. Член ВКП (б) з 1949 року.
У період з серпня 1966 по червень 1968 роки навчався у Військовій академії Генерального штабу. З березня 1968 року по грудень 1988 року обіймав посаду начальника Хімічних військ МО СРСР.
За декілька годин після аварії на ЧАЕС особисто здійснив об'їзд станції, висадивши водія на безпечній відстані.
Помер 29 березня 2003 року. Похований на Донському кладовищі.